# Meténg
A meténg vagy télizöld (Vinca) a tárnicsvirágúak (Gentianales) rendjének meténgfélék (Apocynaceae) családjába tartozó növénynemzetsége. Hat faj tartozik ide, melyek Európában, Északnyugat-Afrikában és Délnyugat-Ázsiában őshonosak. A nemzetség tudományos neve a latin vincire: „megkötni, megbéklyózni” szóból származik.

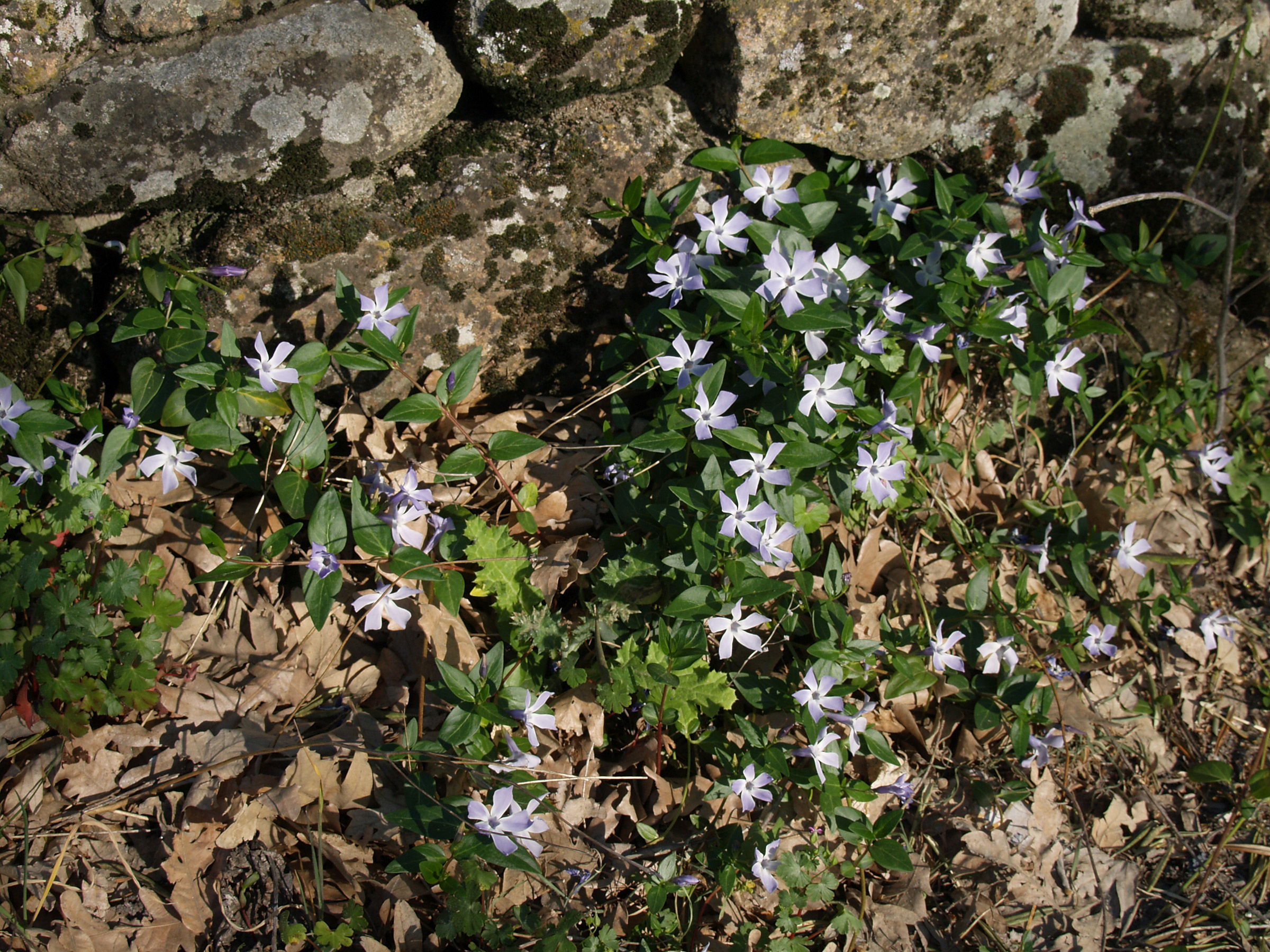
Vinca difformis (Spanyolország, Cáceres)

Félcserjék vagy lágy szárú növények, 1-2 méteres kúszó hajtásuk 20–70 cm-nél jobban nem emelkedik el a földtől; a talajt érintő szárcsomókon gyakran legyökerezik, így gyorsítva a növény terjedését, a talajon szinte szőnyeget alkotva. Az átellenes levelek széles-lándzsástól tojásdadig terjednek, 1–9 cm hosszúak, 0,5–6 cm szélesek; csaknem minden faj örökzöld, ám a lágy szárú pusztai meténg (V. herbacea) lombhullató, telenként gyökérrendszeréig elhal. Az év nagy részében nyíló magános virágok a lángvirág (Phlox) virágához hasonlóan hajócsavarhoz hasonlóan ferdén levágott, rombos cimpájúak, 2,5–7 cm szélesek, 5, többnyire ibolyaszín, néha fehér szirommal, melyek alapjuknál pártacsővé forrnak össze. A termés villaszerű tüszőtermés, melyből a varrat felnyílásakor szabadulnak ki a magvak.
Két fajukat, a nagy meténget és a kis meténget dísznövényként termesztik. Mivel kúszó hajtásaikkal gyorsan terjednek, gyakran talajtakaróként alkalmazzák. Bár virágai szép látványt nyújtanak, néha gyomnövénynek, gyors terjedésük és az őshonos fajok kiszorítása miatt inváziós növénynek tekintik őket; az érintett területek közé tartoznak Ausztrália, Új-Zéland és az Amerikai Egyesült Államok egyes részei. A Vinca nemzetség növényeit tűzvisszatartó talajtakarónak is ajánlják.
A dísznövényként termesztett, s jelenleg a Catharanthus nemzetségbe sorolt rózsás meténget vagy rózsameténget (Catharanthus roseus) korábban ebbe a nemzetségbe sorolták Vinca rosea néven; a Catharanthus a Vinca testvércsoportja.
A kis meténgből (Vinca minor) izolálta először Szántay Csaba magyar vegyész 1975-ben a vinpocetint, a későbbi Cavinton alapanyagát.

## Fordítás
- Ez a szócikk részben vagy egészben a Vinca című angol Wikipédia-szócikk ezen változatának fordításán alapul.  Az eredeti cikk szerkesztőit annak laptörténete sorolja fel. Ez a jelzés csupán a megfogalmazás eredetét és a szerzői jogokat jelzi, nem szolgál a cikkben szereplő információk forrásmegjelöléseként.